# Амвракикос

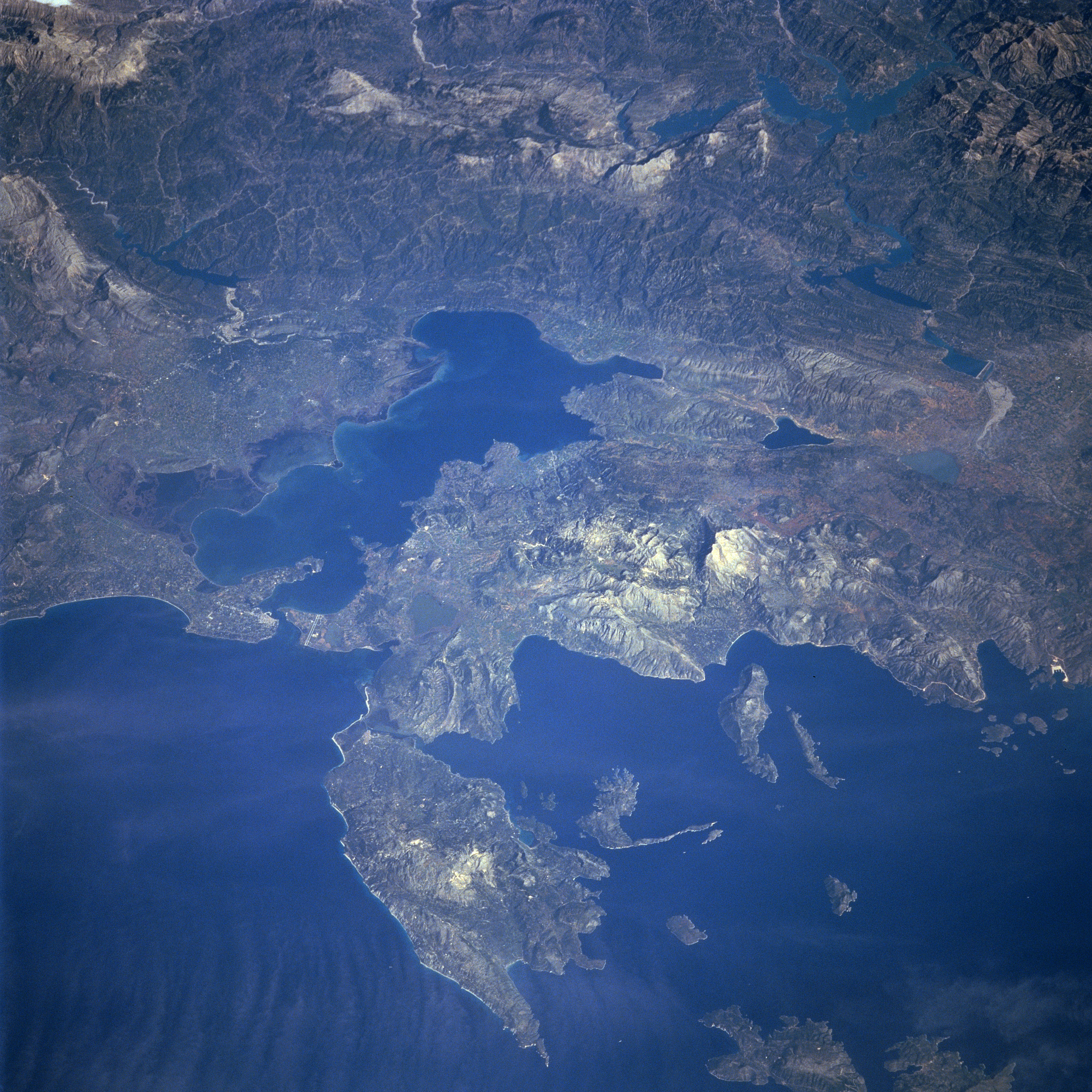
Вид Амвракикос из космоса (Space Shuttle, ноябрь 1994)

Амвракико́с, Амвракийский залив (греч. Αμβρακικός κόλπος), Артский залив — залив Ионического моря площадью 654 км², приблизительно 40 км в длину и 15 км в ширину. Этимология данного топонима, в разных его вариантах, восходит либо к античному городу Амбракия, либо к современному городу Арта.
В древности был оживлен благодаря своим гаваням: Амвракии, Аргосу Амфилохскому и Анакториону. Известен морским сражением при Акциуме (31 год до н. э.) между флотом Марка Антония и Клеопатры с одной стороны, и Октавиана Августа — с другой, которое Антоний проиграл.
После греческой войны за независимость, этот географический объект стал опорной точкой в разделе материковой части современной Греции между Османской империей и новообразованным Греческим королевством.